# Christian Bang
Hans Peter Carl Christian Bang (født 29. april 1868 i Rønne, død 1. juli 1950 i København) var en dansk billedkunstner med speciale i tegning, landskabsmaleri, portrætter og altertavler.

## Familie
Christian Bang var søn af overlærer Johannes Peter Bang (1836-1905) og Johanne Luise Christiane Salome Jørgensen. Christian Bang var bror til teologen Jacob Peter Bang (1865-1936). I 1897 gifter Christian Bang sig med Bertha Johanne Schou (22.7.1875 - 18.4.1954) og sammen får de børnene Edel Wagner (1898-1978), glasdesigner og arkitekt Jacob E. Bang (1899-1965) og billedhugger og keramiker Arne Bang (1901-1983).
Christian Bang er begravet på Fensmark Kirkegaard.

## Uddannelse, Udstillinger, Udlandsophold og Udmærkelser
Christian Bang blev student i 1885. Bang begyndte herefter på Kunstakademiets forberedelsesskole, hvor hans lærer var genre- og landskabsmaler Jens Jensen Egebjerg (1848-1922). Bang dimitterede herfra i 1886, men blev først optaget på Kunstakademiet i 1891. Bang har været i tvivl om, hvorvidt han skulle vælge universitetet eller Kunstakademiet. Han valgte først Københavns Universitet som sin bror, Jacob Peter Bang, og studerede sprog, bl.a. fransk. I 1889 foretog han en længere studierejse med sin far, Johannes Peter Bang, til Paris. Men i 1891 vælger han alligevel akademiet. På Akademiet studerede Bang under professor Frederik Vermehren og han tog afgang med udmærkelse i 1897.
Christian Bang udstillede flere gange på Charlottenborg, Kunstnernes Efterårsudstilling (KE) samt i Kunstnerforeningen af 18. november. I 1948 havde han en separatudstilling i Kunsthallen. 
Fra 1904 til 1906 og igen i 1920 opholdt Bang sig i Italien med sin familie. Det italienske prægede ham så meget, at man i familien konsekvent kaldte ham ’Nonno’ (italiensk for bedstefar). Bang foretog også flere studierejser til Tyskland.
Christian Bang modtog legat fra Den Hielmstierne-Rosencroneske Stiftelse i 1897, legat fra Den Raben-Levetzauske fond også i 1897, Bielkes legat i 1900 samt det Ørnborgske Legat i 1942.

## Tegning og Maleri
I sin samtid blev Bang især rost for sin tegnekunnen og sine portrætter. Hans portræt fra 1916 af missionshistorikeren pastor A. H. V. Sørensen (1840-1911) indgår eksempelvis i portrætsamlingen på Det Nationalhistoriske Museum Frederiksborg Slot.  Bang malede også landskaber og religiøse motiver. Gennem årene udførte han en række udsmykningsopgaver i danske kirker. Tegneevnerne bragte ham arbejde ved hoffet, hvor han var tilknyttet som tegnelærer i en længere årrække. At han beherskede flere genrer indenfor maleriet fremgår bl.a. af maleriet "Opstilling med blomster" (1917). 
Allerede som ung viste Christian Bang sit talent for at male portrætter, og modtog en bestilling på et portræt af sin lærer på latinskolen i Viborg, hvor han gik fra 1879 til 1885. Det var også mens han uddannede sig, at han blev optaget af billedhuggeren Bertel Thorvaldsens kunst og karriere. I to malerier fra 1899 skildrede Bang Thorvaldsens liv: ”Besøgende i Thorvaldsens Atelier” og ”Kærlighedens aldre. Scene fra Thorvaldsens liv”. For det sidste modtog han samme år Neuhausens Præmie.
På grund af sine særlige tegneevner blev han anbefalet som lærer til hoffet. Her underviste han prinsesse Marie af Orléans (1865-1909) og havde desuden de kongelige børn Frederik IX og arveprins Knud samt prins Axel, prins Aage og prins Viggo blandt sine elever. 
Fra 1903 til 1920 udførte Bang en række altertavler bl.a. ”Forklarelsen på Bjerget” til Thorning Kirke (1903) samt ”Jesus og den kana’anæiske kvinde ved Jakobsbrønden” til Herrested Kirke i (1906). I 1906 udførte han desuden et maleri af den danske salmedigter og biskop Brorson i færd med at nedskrive ”Den Yndigste Rose”.
Da Christian Bangs sønner Jacob E. Bang og Arne Bang begge blev tilknyttet Holmegaards Glasværk og flyttede med familier til Fensmark (omkring 1930), resulterede dette kunstnerisk i at Bang malede en del landskabsmalerier fra egnen omkring Næstved. I 1933 udførte han maleriet ”Børnehjemmet flytter fra Fuirendal til Hjortholm” til kostskolen Holsteins Minde nær Næstved. 
I 1910 udgav Christian Bang en lille kunsthistorie med titlen ”Fortællinger fra Kunstens Historie”, der samler Bangs viden og interesse indenfor kunstens historie. Et afsnit handler om Bertel Thorvaldsen. Bogen er skrevet i et letfatteligt sprog og har været velegnet til undervisning. 

## Reference
1. ↑  Kirkebog for Rønne Sogn, ("1861-1875" s. 78; opslag 80, nr. 24) på Arkivalieronline, Statens Arkiver.
2. ↑  Thorning Kirke, Blichersvej 29, Thorning, grathekirke.dk, hentet 18. august 2019
3. ↑  Der findes flere udgaver af dette portræt. Et hænger i Brorsons Kirke på Nørrebro i København, et andet er i familien Bangs eje.